# Świątynia Dajue
Świątynia Dajue (Świątynia Wielkiego Oświecenia, chin. upr.: 大觉寺; chin. trad.: 大覺寺; pinyin: Dàjúe Sì) – buddyjski kompleks świątynny w Pekinie, w dzielnicy Haidian, na południowym zboczu góry Yangtai, znany z wielu wiekowych drzew rosnących na jego obszarze. Został wzniesiony w okresie dynastii Liao i był kilkukrotnie przebudowywany. Powierzchnia całego obiektu wynosi ok. 6000 m².

## Historia
Kompleks świątynny wybudowano w 1068 roku, za rządów dynastii Liao i nosił on wówczas nazwę Qingshui Yuan (dosłownie Świątynia Czystej Wody) ze względu na przepływający przezeń strumień. W XV w. dokonano przebudowy świątyni i zmieniono jej nazwę na Dajue. Kolejne renowacje odbyły się w latach 1720 i 1747, kiedy wzniesiono świątynną pagodę. W 1992 roku obiekt został otworzony dla zwiedzających, a od 1997 roku odbywa się tam coroczny, obchodzony w kwietniu Festiwal Magnolii. W 2006 roku świątynię jako zabytek objęto prawną ochroną.

## Architektura
Przy bramie głównej, w środkowej części kompleksu, znajduje się Pawilon Tianwang poświęcony bodhisattwie Maitrei, wewnątrz którego przechowywane są rzeźby Maitrei i czterech bodhisattwów. W pobliżu mieszczą się pawilony z kamiennymi tablicami, wieża dzwonu i wieża bębna.
Największym budynkiem jest położony w centralnej części kompleksu Pawilon Siakjamuniego, gdzie znajduje się kamienny ołtarz z drewnianym, pozłacanym posągiem Siakjamuniego, pozioma tablica z inskrypcjami cesarza Qianlonga oraz płyty z zapiskami Cixi. 
Za Pawilonem Siakjamuniego mieści się wzniesiony na podwyższeniu i otoczony białą, marmurową balustradą Pawilon Amitabhy. Po jego północnej i południowej stronie stoją dwie kamienne tablice upamiętniające przebudowę świątyni – północna powstała w 1478, a południowa w 1504 roku. Obok pawilonu rosną stare miłorzęby, w tym jeden mający ok. 25 metrów wysokości i liczący sobie ok. 900 lat.
W Pawilonie Dabeitang przechowywano sutry. Na północny zachód od budynku stoi kamienna  tablica z dynastii Liao, będąca najstarszym zabytkiem w świątyni. Tablica ma 2 m wysokości i metr szerokości, została zapisana w 1068 roku, jednak część inskrypcji uległa zamazaniu.
W południowej części kompleksu mieści się Pawilon Siyi, który został zbudowany w okresie dynastii Qing. Wokół pawilonu rosną ponad trzystuletnie magnolie. W północnej części kompleksu znajdują się mieszkania dla mnichów oraz Pawilon Yulan. 
Na terenie kompleksu znajduje się także pagoda z 1747 roku, która ma 12 m wysokości i stoi w najwyższym miejscu w Dajue. W pagodzie przechowywane są relikwie mnicha Jia Linga.
W Dajue mieści się herbaciarnia.